# Hans Uhlmann (Politiker)
Hans Uhlmann (* 11. November 1933 in Bonau) ist ein Schweizer Politiker (SVP). Uhlmann, von Beruf Landwirt, hat 1999 die nationale politische Bühne verlassen und wirkt heute nur noch hinter den Kulissen in der SVP. Zuvor hat er jedoch jahrelang das politische Geschehen in der Schweiz massgeblich mitgeprägt.

## Biografie
Uhlmann war von 1964 bis 1987 Ortsvorsteher von Bonau und Gemeinderat von Wigoltingen, von 1980 bis 1984 Kantonsrat und von 1983 bis 1987 Nationalrat. Am 18. Oktober 1987 wurde Uhlmann für den Kanton Thurgau in den Ständerat gewählt, dem er bis 1999 angehörte. Ausserdem war er von 1976 bis 1992 Oberrichter.
Von 1985 bis 1989 war Uhlmann Gründungspräsident der SVP des Kantons Thurgau, von 1988 bis 1996 Präsident der SVP Schweiz.
Uhlmanns deklariertes Ziel als nationaler Parteipräsident war es, neue Wählerschichten zu erschliessen, und dabei insbesondere ehemaligen SP-Wählern, die sich von ihrer Partei nicht mehr repräsentiert fühlen, eine neue politische Heimat zu geben. Unter seiner Führung konnte die SVP ihren Wähleranteil auf nationaler Ebene von 11 auf 14,9 Prozent steigern.
Ab 1988 war er Präsident des Verwaltungsrates der Thurella AG, Bischofszell.
Uhlmann ist verheiratet und hat zwei Kinder.